# Xian Y-20
Xian Y-20 je strateški vojni transportni avion dugog dometa. Trenutno je najveći vojni avion u Kini. KSAC je odgovoran za većinu proizvodnih poslova uključujući finalnu montažu, a Shenfei, Chengfei, Shaanki, Hafei i Shangfei takođe učestvuju u komponentama. Projekat razvija Xi'an Aircraft Industrial Corporation, a službeno je pokrenut 2006. godine. Službeno kodno ime aviona je Kunpeng ( Chinese ), prema mitskoj ptici koja može leteti hiljadama kolometara opisanoj u drevnom kineskom taoističkom klasiku Zhuangzi. Međutim, unutar same kineske avio industrije, avion je poznatiji pod nadimkom Bucmasta devojka „Chubby Girl”, jer je njegov trup mnogo širi u upoređivanju s drugim avionima koji su prethodno razvijeni u Kini. 
Y-20 koristi komponente izrađene od kompozitnih materijala. Kompoziti se sada proizvode u Kini, dok su se u prošlosti morali uvoziti. Kabina Y-20 uključuje vatrootporne kompozite koje je razvio Institut 703 Kineske korporacije za svemirsku nauku i tehnologiju (CASC). Institut 703 osnovan je u martu 2009., a razvoj je trajao tri godine.
Izgled aviona Y-20 i uočljiva rešenja nisu revolucionarna. Kargo teret se ukrcava kroz zadnju veliku krmenu rampu, koja se nalazi ispod tzv. T-repa. Y-20 uključuje rameno krilo, T-rep, zadnji sklop za utovar tereta i teški uvlačivi stajni trap, sastoji se od tri para točkova sa obe strane trupa, s parom točkova za svaki red, ukupno šest točkova za svaku stranu i prilagođen je operacijama sa slabije pripremljenih poletno-sletnih staza. Ispitivanje konstrukcije završeno je za 194 dana u odnosu na prvobitno planiranih 300 dana, zahvaljujući uspešnom razvoju i primeni automatizovanog sistema za analizu čvrstoće konstrukcije. Za upoređivanje, sličan rad za Xian JH-7 trajao je godinu dana. Prema rečima zamenika generalnog konstruktora, najkraća daljina poletanja Y-20 je 600 do 700 metara.
Avion Y-20 ima tročlanu posadu, dva pilota i rukovaoca teretnim prostorom. Pilotski prostor opremljen je digitalnim prikazivačima i sadrži standardne instrumente i sisteme uobičajene za novije avione te kategorije.

## Istorija stvaranja aviona
Cilj kineskih konstruktora koji su projektovali Y-20 je bio da pronađu sredstvo za transport naoružanja kineske vojske vazdušnim putem. Kineski transporteri Shaanki Y-9 i Shaanki Y-8 nisu u stanju da izvrše takve zadatke, ne mogu da nose kineske tenkove, borbena vozila, samohodne topove ili sisteme protivvazdušne odbrane. Uvezeni Il-76 karakterišu takođe neka ograničenja. S druge strane, ruski proizvođač nije u mogućnosti da podmiri potrebe Vazduhoplovstva Narodnooslobodilačke armije Kine. Y-20 mora da se nosi sa postojećim problemima.
Tehnički predlog aviona je pripremljen u cilju realizacije ugovora (Sporazum sa AVIC II br. 808/2003 od 20.12.2003.), koji je zaključio ukrajinski „Antonov“ sa kineskom državnom avio korporacijom AVIC II. 20. decembra 2003. i koja je suštinski postala polazna tačka u stvaranju Y-20.
Avion se razvija od 2006. godine. Idejni projekat TTS-a je u potpunosti u skladu sa sadašnjim konačnim izgledom Yun-20, razlikuje se samo po predlogu motora - umesto ruskih D-30KP-2 koji se trenutno koriste na avionu, trebalo bi da koristi kineske motore FVS10-118 (ostali su u razvoju do 2020. godine). Karakteristike performansi preliminarnog TTS projekta takođe su očigledno nešto optimističnije od trenutnih karakteristika Yun-20. Takođe na Yun-20 ne postoji izduvavanje klapna predloženo u idejnom projektu TTS motorima u stilu američkog C-17 A.
U martu 2007. Kina je najavila pokretanje projekta velikog aviona, koji će biti raspoređen u Sijanu i Šangaju. Među njima je više od 50% projektovanja i proizvodnje „Dakea”, a sav dizajn, razvoj i proizvodnja „Dajuna” završeni su u Šansiju. 20. juna zvanično je odobren projekat transportnog aviona velikih razmera (tj. Jun-20), kodnog naziva Projekat 072.
AVIC je 2009. godine izjavio da će biti predstavljen avion težine od 200 tona  Krajem 2012. kinesko Ministarstvo odbrane je na konferenciji za novinare potvrdilo projekat Y-20.
Dana 26. januara 2013, dogodio se prvi letni test Y-20   i bio je uspešan, o čemu su naveliko izveštavali kineski državni mediji, što je istog dana emitovano na TV vestima. Na snimku se vidi da je rep Y-20 sličan američkom transportnom avionu C-17, a motori koji su postavljeni na avionu su poboljšani motori koji koristi ruski transportni avion Il-76.
Dana 20. aprila 2013. godine, manje od 90 dana nakon prvog leta Y-20, domaći veliki transportni avion Y-20 izvršio je svoj drugi probni let u probnoj bazi na zapadu. Drugi uspešan probni let Y-20 pokazao da njegove ključne tehnologije koje su ugrađene u avion su dobro implementirane i rade odlično.
Dana 14. decembra 2013. je poleteo drugi prototip Y-20.
Dana 16. decembra 2013. godine, treći prototip Y-20 je takođe uspešno završio svoj prvi test leta. Uoči Dana Vojske 2014. prototip je obojen u sivo i imao je broj 783. Istog meseca, Tu-204 demonstrator, koji je korišćen za testiranje tehnologije dopunjavanja goriva Junjou-20 (verzija tankera Yun-20), takođe je završio razne testove.
29. septembra 2014. godine, test uništenja celog aviona Y-20 je bio uspešan. Test je postao najveći test verifikacije na zemlji sa najvećim tehničkim poteškoćama i najvećim testnim rizikom u Kini u to vreme.
U novembru 2014, treći prototip Y-20 učestvovao je na 10. avio sajmu u Džuhaju, demonstrirajući kratko poletanje i visoku manevarsku sposobnost.
U januaru 2015, treći prototip Y-20 završio je svoj prvi probni let u izuzetno hladnoj klimi na aerodromu Hulunbuir Dongšan.
31. januara 2015. peti prototip Y-20 je prvi put uspešno poleteo.
Krajem decembra 2015, Lin Zuoming, predsednik AVIC-a, i Tan Ruisong, generalni direktor AVIC-a, otkrili su u svom novogodišnjem govoru da je razvoj kineskog aviona Y-20 završen i da će na letelici uskoro početi završni pregled i biće zvanično pušten u rad sredinom 2016. godine.
Prva partija aviona Y-20 isporučena je 6. jula 2016. gde je počeo probni rad u Vazduhoplovstvu Narodnooslobodilačke vojske Kine i svečano je održana ceremonija povodom toga. U 11.00 časova 7. jula avion Yun-20 broj 11051 stavljen je u sastav vojske.
30. jula 2017. Y-20 se pojavio na vojnoj paradi povodom proslave 90. godišnjice osnivanja Kineske narodne oslobodilačke armije. Ovo je prvi put da se Y-20 pojavio na vojnoj paradi.
Yun-20 leti iznad Pekinga tokom vojne parade povodom 70. godišnjice Dana državnosti. Yun-20 se 1. oktobra 2019. pojavio u vazdušnom ešalonu na proslavi 70. godišnjice osnivanja Narodne Republike Kine.
U januaru 2020. Yun-20 je nasledio misiju Il-76 i odleteo u Vuhan, koji je ozbiljno bio pogođen novom epidemijom do tada nepoznatog porekla, a kasnije je nazvana Covid-19.
Dana 27. septembra 2020. godine, Yun-20, pod brojem 20041 je vratio u Kinu ostatke 117 kineskih dobrovoljaca koji su poginuli u Korejskom ratu.
Dana 7. februara 2021. godine, Yun-20, pod brojem 11151, prevezao je 600.000 doza vakcina 2019-nCoV BBIBP-CorV koju proizvodi Sinopharm Group iz Pekinga na međunarodni aerodrom Pnom Pen u Kambodži za hitnu upotrebu od strane vojske Kambodže.
27. januara 2022. godine, dva Y-20 poletela su sa aerodroma Guangdžou Bajun i po prvi put su poslata u Kraljevinu Tongo, ostrvsku zemlju u istočnom Pacifiku koja se nalazi pored Novog Zelanda, radi pružanja humanitarnih zaliha nakon katastrofe izazvane erupcija podmorskih vulkana. Vraćen je u Kinu 29. januara. Utvrđeno je da žuta linija na trupu najnovije serije Shanghai Yun-20 može ukazivati na to da je bio u stanju da izvrši transkontinentalnu misiju, ali je u komentaru istaknuto da mora da se sačeka dok ne stignu novi bolji i jači motori WS-20 koji će biti implementirani tokom 2022.
Od 9. do 11. aprila 2022. godine, tri serije od 6 naleta Y-20 isporučile su u Srbiju kupljene protivvazdušne rakete FK-3. Operacija je postavila rekord po broju poslatih Y-20 u isto vreme u inostranstvo radi obavljanja misija.
Zemljotres u Avganistanu u junu 2022. izazvao je najgoru katastrofu u zemlji u poslednjih 20 godina, usmrtivši više od 1.000 ljudi. Tokom perioda kineske humanitarne pomoći u Avganistanu , u Kabul su stigla 2 aviona Y-20 puna humanitarne opreme, kao na primer: ćebad, šatori, kreveti na sklapanje, medicinska oprema kao i drugi materijali koji se obično šalju u pogođena područja.
Poplave u Pakistanu 2022. godine dovele su do teške humanitarne katastrofe u Pakistanu. Dana 30. avgusta 2022., transportni avion kineskog vazduhoplovstva Y-20 odleteo je u Pakistan da isporuči humanitarnu pomoć.
Svi prototipovi su opremljeni ruskim motorima D-30KP-2. Međutim, prema planu, proizvodni avioni treba da budu opremljeni sopstvenim turboventilatorskim motorom WS-18 sa većim potiskom (122 kN naspram 117 kN) nego kod D-30KP-2. Međutim, 2016. godine se saznalo za ugovor o isporuci velike serije D-30KP2 Kini;  sopstveni moćniji WS-20, da zameni ruski D-30KP-2, pojavio se tek 2020. (i još uvek se testira), trebalo bi da tokom 2022. uđe u operativnu upotrebu.

## Razvoj
U izveštaju Univerziteta nacionalne odbrane Narodne oslobodilačke vojske Kine 2014. godine navedeno je da je za civilni i vojni transport NRK potrebno 400 aviona Y-20. U 2016. godini su porasle ambicije tako da je Zhu Kian iz Kineske avio-industrijske korporacije izjavio da je potrebno više od hiljadu tih aviona. Mada neki strani vojni analitičari tvrde da će Kina da napravi do 200 ovih aviona Y-20, smatrajući da su ti avioni preskupi, oko 160 miliona dolara po komadu, tako da kažu da nije realno da naprave veći broj od 200 letilica tog tipa. Do kraja 2021. godine napravljeno je 36 letilica, koje su već ušle u operativnu upotrebu vojske Kine.
Sem transportnog aviona Y-20, Kina je počela sa razvojem aviona tankera gorivom u vazduhu Y20U, kako bi se proširila sposobnost PLAAF-a za punjenje gorivom u vazduhu izvan postojećih ograničenja i zastarele flote Xian H-6U. Dokazi o varijanti avio tankera pojavili su se 2018. sa satelitskim snimcima; njegov prvi let dogodio se te godine. Počeli su da vrše testove dopunjavanja gorivom iz vazduha sve do 2021., gde su posle toga i zvanično ušli u službu PLAAF-a 2022. Inače kapacitet dopunjavanja gorivom tokom leta je oko 90 tona goriva, slično kao kod Il-78. Takođe razvija se avion na bazi Y-20 avion za rano upozorenje i kontrolu vazdušnog prostora sa kodnim nazivom Y-20 AEW, nešto slično kao američki AVAKS. Ovaj avion je trenutno u razvoju.
Kina ima nameru da u budućnosti sem ovih Y-20 razvije i transportne avione koji su čak i veći od Y-20 i uporedivi sa Lockheed C-5 Galaksi iz Sjedinjenih Država i Antonov An-225 Mriia, dizajniranim u bivšem Sovjetskom Savezu, to je izjavio Vang Janan, zamenik glavnog urednika časopisa Aerospace Knovledg.

## Dizajn
Y-20 koristi komponente napravljene od kompozitnih materijala. Kompoziti se sada proizvode u Kini, dok su u prošlosti morali da se uvoze. Kabina Y-20 sadrži kompozite otporne na vatru koje je razvio Institut 703 Kineske aerokosmičke korporacije za nauku i tehnologiju CASC (China Aerospace Science and Technology Corporation). Institut 703 je osnovan u martu 2009. godine, a razvoj je trajao tri godine. Performanse kompozita su navodno uporedive sa onima koje ispunjava FAR. Institut 703 je postigao još jednu prekretnicu uspostavljanjem sveobuhvatnog kineskog sistema procene i sertifikacije za vazduhoplovne kompozitne materijale na osnovu međunarodnih standarda.
Y-20 je prvi teretni avion koji koristi tehnologiju 3D štampanja kako bi ubrzao svoj razvoj i smanjio troškove proizvodnje. Takođe se koristi definicija zasnovana na modelu MBD (Model-based definition) tehnologije, i to je treći avion koji koristi MBD tehnologiju u svetu, posle Erbasa A380 (2000) i Boinga 787 (2005). Projektni tim za implementaciju MBD za program Y-20 formalno je formiran u oktobru 2009. godine, a nakon početnog uspeha u primeni na glavnom stajnom trapu, MBD aplikacija je proširena na ceo avion i postala obavezna za sve izvođače i podizvođači programa Y-20. Implementacija MBD-a je u početku naišla na snažan otpor, pri čemu je samo trećina dobavljača pristala da implementira MBD. Međutim, generalni projektant Y-20 je izjavio da će onima koji odbiju da implementiraju MBD biti zabranjeno da učestvuju u programu Y-20, što je primoralo sve da se povinuju, što će rezultirati povećanjem produktivnosti. Implementacija MBD-a je znatno skratila potrebno vreme, na primer, bez MBD-a montaža krila traje mesec-dva, ali sa usvojenim MBD-om vreme je drastično skraćeno na samo nekoliko sati, a generalno, dizajn rad smanjen za 40%, priprema za proizvodnju smanjena za 75%, a proizvodni ciklus smanjen za 30%.
Pored 3D štampanja, Y-20 je takođe prvi avion u Kini koji je u svom razvoju usvojio tehnologiju asocijativnog dizajna ADT (Associative Design Technology). Na čelu sa zamenikom generalnog projektanta za projektovanje konstrukcija, g-dinom Feng Junom, početni pokušaj primene ADT-a je zapravo propao nakon dva meseca provedena na primeni na nosnom delu. Tek nakon drugog pokušaja koji je trajao još tri meseca primene na krilima, ADT je postao uspešan. Adaptacija ADT je u velikoj meri skratila vreme razvoja za najmanje osam meseci, a modifikacija dizajna krila koja je ranije trajala nedelju dana je skraćena na pola dana.
Teret se utovaruje preko velike krmene rampe. Y-20 uključuje rameno krilo, T-rep, zadnji sklop za utovar i stajni trap za teške uslove rada, sastoji se od tri reda, sa parom točkova za svaki red, ukupno šest točkova za svaku stranu, što čini ukupno 12 točkova za zadnji stajni trap i ima jedan par točkova, to jest 2 točka na prednjem stajnom trapu, što čini ukupno 14 točkova za ceo avio. Konstruktivni test je završen za 194 dana za razliku od prvobitno planiranih 300 dana, zahvaljujući uspešnom razvoju i primeni automatizovanog sistema za analizu čvrstoće konstrukcije. Za poređenje, sličan posao za Xian JH-7 trajao je godinu dana. Prema rečima zamenika generalnog projektanta, najkraća udaljenost poletanja Y-20 je 600 do 700 metara (2.000 do 2.300 stopa), a za sletanje mu je potrebno oko 1.000 metara. Y-20 uključuje ukupno četiri LCD EFIS- a, a razvoj EFIS-a za Y-20 koristi virtuelnu stvarnost preko ekrana na kacigi. Osam tipova različitih releja koji se koriste na Y-20 razvila je Guilin Aerospace Co., Ltd., potpuno sopstvena podružnica China Tri-River Aerospace Group Co., Ltd., koja je takođe poznata kao 9. akademija Kineske korporacije za aerokosmičku nauku i industriju (CASIC).

## Sličnost sa drugim avionima
Y-20 veoma podseća na sovjetski Il-76, američki C-17 i rusko-ukrajinski An-70, prvi je kineski teški transportni avion, ali je ipak projektovan uz pomoć iz inostranstva. Polazna tačka u stvaranju novog aviona bio je idejni projekat teškog transportnog aviona (HTA), a ugovor za pokretanje razvoja prvog kineskog teškog transportera, korporacija AVIC-II potpisala je sa ukrajinskim državnim preduzećem ‘‘Antonov‘‘ 20. decembra 2003. godine.
Navodno je u Ukrajini ovaj projekat poznat kao An-70-600. Mnogi smatraju da je Y-20 donekle nešto uvećana varijanta rusko-ukrajinskog transportera An-70 i to sa mlaznim motorima (An-70 ima turboelisne), što u suštini odgovara nikada realizovanom projektu aviona sa oznakom An-188 (sa ipak izmenjenim ‘‘T‘‘ repom koje podseća na rešenje sa američkog C-17). Početni taktičko-tehnički zahtevi predviđali su projektovanje letelice koja ima nešto bolje karakteristike od vazduhoplova koji je na kraju proizveden.
Kineski zvaničnici tvrde da je Y-20 potpuno razvijen u domaćoj kompaniji Xi’an Aircraft Industrial Corporation (603. istraživački instutut), a pojedini zapadni izvori navode da su Kinezi, osim oslanjanja na ruske i ukrajinske resurse, dragocene informacije i iskustva sticali putem industrijske špijunaže. Y-20 je prema svojim karakteristikama, a pre svega prema nosivosti i dimenzijama negde između sovjetskog Il-76 koji se i nalazi u naoružanju kineske vojske i američkog C-17. Takođe ima i veliki dolet što je omogućilo da Kina sada ima i strategijske transportne sposobnosti.

## Strateški značaj ovog aviona za Kinu
Vang Janan, zamenik glavnog urednika časopisa Aerospace Knovledge i vojni analitičar je rekao „Prava strateška vazdušna sila mora da poseduje snažnu sposobnost projekcije vazdušnih snaga, koja se u velikoj meri oslanja na velike avione, odnosno strateški vazdušni teretnjak i strateški bombarder“. Dalje kaže: „Sposobnost kineskog vazduhoplovstva i dalje zaostaje za dalekometnom projekcijom snaga drugih država. Ali Y-20 znači da smo napravili korak ka izgradnji strateške vazdušne sile kao i da će napredak u tehnologiji velikih vojnih aviona značajno ubrzati razvoj kineske avio industrije i podstaći nagon za modernizacijom Narodnooslobodilačke armije Kine“.
Početkom 21. veka najveći domaći transportni avioni u službi Vazduhoplovstva Kine bili su Yun-8 ili Yun-9, koji su bili taktički transportni avioni srednje veličine, slični američkom transportnim avionom C-130, a zbog upotreba turboelisnih motora brzina mu je poprilično ograničena. U poređenju sa svetskim strateškim transportnim avionom visokog nivoa je da Y-20 se radi sa domaćim resursima i ne zavise od inostranih proizvođača i dobavljača.
Pre Y-20, glavni modeli kineskih strateških transportnih aviona bili su 20 aviona Il-76 uvezenih iz Rusije ili kupljenih sa tržišta polovnih aviona, koji su korišćeni u vežbama visokog intenziteta obuke i spasavanja u katastrofama. Da bi nadoknadili nedostatak vazdušnog saobraćaja, Vazduhoplovstvo Kine je koristilo pozajmice aviona od civilnog vazduhoplovstva, pa čak i logističkih kompanija za transport robe, ali još uvek postoji veliki nedostatak transportnih aviona. Stoga je Yun-20 sopstvene Kineske proizvodnje od velikog značaja za poboljšanje nivoa logistike kineskog ratnog vazduhoplovstva. Novi transportni avion ne samo da može da obavlja domaće hitne transporte u Kini, već i da vrši isporuku strateškog i humanitarnog materijala u azijskom regionu, pa čak i transkontinentalnim letovima, što su i dokazali jer su imali direktan let od Pekinga do Beograda kada su prevozili sisteme za protivvazdušnu odbranu FK-3.
Kina će sa ovim avionima dobiti instrument kojim će moći da štiti svoj vojni i politički uticaj i na drugim kontinentima, i to brže i u većoj meri. Takođe, može da se očekuje i znatnije prisustvo kineskih vojnika na pojedinim neuralgičnim tačkama na kojima ih do sada nije bilo.

## Specifikacije aviona Y-20

### Sposobnost poletanja i sletanja
Što se tiče vojne upotrebe, osim što je širi i viši od Il-76, Y-20 ima maksimalnu nosivost od 66 tona sa novim motorom. Može da nosi tešku opremu kao što su glavni borbeni tenkovi, maksimalna daljina leta je takođe povećana na 7.800 kilometara (prevoz osoblja), počevši od zapadne Kine do Afrike, ili od Južnog kineskog mora do Australije. Njegov dizajn stajnog trapa usvojen je sa dvostrukim točkovima, a na svakoj strani trupa nalaze se 3 stajna trapa sa dvostrukim točkovima. Zadnji stajni trap ima ukupno 12 točkova, plus prednji stajni trap koji ima 2 toćka što ukupno čini 14 točkova. Iako Y-20 nema posebnu terensku sposobnost poletanja i sletanja, on je sličniji taktičkim transportnim avionima kao što su A400M ili An-70. Podešavanjem pritiska u gumama, operacije  poletanja i sletanja na zemljanu pistu bi ipak moglo da se izvrši. Napravljen je tako da može koristiti veoma kratke poletno-sletne staze. Dužina piste koja mu je potrebna za poletanje je oko 700 m, a za sletanje mu treba oko 1.000 metara.

### Potisak motora
Početne proizvodne varijante Y-20 pokreću četiri ruska motora Solovjev D-30KP-2 od 10,78 tona potiska, koji se takođe koriste na ruskom transportnom avionu Il-76, dok je trenutno u procesu zamene sa kineskim motorom WS-20.
Kinezi nameravaju zameniti D-30 s 14-tonskim potiskom Shenyang WS-20, koji je potreban da Y-20 postigne maksimalnu nosivost tereta od 66 tona. Motor WS-20 dizajniran je iz jezgre Shenyang WS-10 A, autohtonog kineskog turboventilatorskog motora za borbene avione. Testiranje jednog motora s WS-20 bilo je u februaru 2019, a dok su prva testiranja s četiri motora WS-20 bila u novembru 2020.
U junu 2021, izveštaji i fotografije vojnih izveštača pokazuju da je novi Y-20 uspešno testiran sa četiri motora WS-20, a veruje se da će potisak dostići od 140KN do 160KN (13 tona do 16 tona), što se naziva rešenjem problema „To je najvažnije suštinsko pitanje“ već dugi niz godina, da se dostigne puni kapacitet tereta aviona.
Ujutro 29. septembra 2021. godine, na 13. avio-salonu u Džuhaju je održana konferencija za štampu na temu „Domaći ratni orlovi čuvaju vazdušnu i kosmičku bezbednost otadžbine'“, glavni menadžer za Y-20 Tang Čanghong je otkrio da je Y-20 sa „kineskim srcem“, što znači da tehnologija i motori koji se ugrađuju u kineski strateški transportni avion velikog dometa da su kineske proizvodnje, tako da više ne zavise od inostranih proizvođača, jer su počeli samostalno da proizvode delove.
Kod motora WS-20 poboljšane performanse aviona u odnosu na predhodni model, smanjena mu je potrošnja goriva, povećan domet, a povećana je i maksimalna težina pri poletanju.

### Poređenje tovarnog kapaciteta aktivnih vojno-transportnih aviona
| Model       | Maksimalno opterećenje (u tonama) | Dužina tereta | Širina tereta | Visina terete |
| ----------- | --------------------------------- | ------------- | ------------- | ------------- |
| AN-225      | 253                               | 43,35 m       | 6,4 m         | 4,4 m         |
| AN-124      | 150                               | 36 m          | 6,4 m         | 4,4 m         |
| C-5M        | 129,3                             | 37 m          | 5,8 m         | 4,1 m         |
| C-17        | 77,5                              | 26,83 m       | 5,49 m        | 3,76 m        |
| Y-20        | 66                                | 20 m          | 4 m           | 4 m           |
| Il-76MD-90A | 60                                | 20 m          | 3,4 m         | 3,4 m         |
| C-2         | 37,6                              | 16 m          | 4 m           | 4 m           |
| A400M       | 37                                | 17,71 m       | 4 m           | 3,85 m        |
| C-390       | 23                                | 18,5 m        | 3 m           | 3,4 m         |
| C-130J-30   | 20                                | 16,76 m       | 3,02 m        | 2,74 m        |
| Y-9         | 20                                | 16,2 m        | 3,2 m         | 2,6 m         |

### Varijante i modifikacije aviona
Y-20A
Osnovna varijanta, s motorima Solovjev D-30KP-2. Nosivost je do 55 tona tereta.
Y-20B
Varijanta s četiri motora WS-20. Nosivost je povećana na 66 tona tereta.
Y-20U/YU-20
Varijanta dopunjavanja gorivom tokom leta gde može nositi oko 90 tona goriva, slično kao Il-78.  Leteći tanker sa oznakom Y-20U čiji je razvoj započet početkom 2018. godine zvanično je predstavljen aprila 2021. godine.
Y-20 AEW
Verzija ranog upozorenja i kontrole (AWACS) u razvoju.
Napomena: Predviđene količine aviona Y-20B je oko 400-500 aviona, a da će u varijantama letećeg tankera, aviona za elektronsko ratovanje i letećeg radarskog sistema biti proizvedeno još oko 50-60 aviona.

### Kapacitet tereta
Y-20 je predviđen da može podići do 66 tona i prevesti do 2 tenka Tip 15 ili 1 tenk Tip 99A na udaljenosti od 7800 km. Sa ruskim motorima koje trenutno koristi (koriste ih avioni Il-76), može podići oko 50 tona, ali sa motorima koje u bliskoj budućnosti treba Kina da proizvede, trebalo bi da mogu da dignu puni kapacitet od 66 tona tereta.

### Specifikacije (Y-20)
- Posada: 3
- Prazna težina: 100.000 kg
- Maksimalna težina pri poletanju je: 180.000–220.000 kg
- Kapacitet nosivosti: 55.000–66.000 kg[53]
- Mogućnosti prevoza naoružanja:[40]
  - 1 Kineski tenk Tip 99A2 koji ima masu od 58 tona ili
  - 2 laka tenka Tip 15 mase od po 30 tona ili
  - 3 vozila PVO FK-3 i druge razne opreme
- Ukrcavanje:
  - 110 padobranaca ili
  - 300 običnih vojnika ili
  - 200 ranjenika na nosilima
- Dužina: 47 m[54]
- Raspon krila: 50 m[55]
- Površina krila 330 m²
- Visina: 18 m
- Pogon: 4 × Solovjev D-30KP2 turboventilatorska motora, potiska 117,68 kN
- Pogon: 4 × Shenyang WS-20 turboventilatorska motora, potisak od 140 kN
- Cena: 160 miliona dolara, procenjeno 2013. godine

### Performanse
- Najveća brzina:  900 km/h
- Brzina krstarenja: 630 km/h
- Domet: 7800 km s dva tenka Tip 15[56]
- Domet: 10.000 km sa 16,5 tona tereta[57]
- Domet leta sa punim opterećenjem od 66.000 kg je: - 4.400 km
- Brzina penjanja: 17.78 m/s
- Plafon leta: 13.106 m
- Dužina piste poletanja: 770 m
- Dužina piste sletanja: 1000 m

## Operateri
- Kina
  - Vazduhoplovstvo Narodnooslobodilačke vojske - 36+ u službi od 2021.
    - Jedan puk u 4. transportnoj diviziji
    - Jedan puk u 13. transportnoj diviziji

## Kontroverze
Dana 13. jula 2016. godine, kineski državljanin Su Bin priznao je krivicu i priznao optužbe da je u zaveri sa drugima upao u američku odbrambenu firmu Boing i ukrao dokumente u vezi sa razvojem aviona C-17, F-22 i F-35. Nakon što su informacije ukradene, priznao je da je analizirao i prevodio dokumente sa engleskog na kineski, koje je potom poslao mejlom Drugom odeljenju Generalštaba Narodnooslobodilačke vojske. Su Bin je priznao da je to učinio radi finansijske dobiti i da je pokušao da profitira od podataka koji su ukradeni. Pored finansijske dobiti, otkriveno je u sudskim dokumentima u mejlovima upućenim Drugom odeljenju PLA da je Su Bin primetio da ove informacije imaju izuzetan značaj u ubrzavanju razvoja naše zemlje“, projekta A, za koji je otkriveno da je Kineski program za razvoj aviona Xian Y-20.

## Spoljašne veze
- Xian Y-20 na avio smotri u Kini 2018. на веб-сајту
- EXCLUSIVE - 3 Chinese Air Force (PLAAF) Xian Y-20 Landing and Takeoff at Belgrade Airport „With ATC“ на веб-сајту
- Xian Y-20 China Air Force 20241 arrival at Airpower 2022 AirShow Zeltweg Air Base LOXZ на веб-сајту
- China's Y-20 Heavy Transport Aircraft Gets Spotlight at Airpower 2022 in Austria на веб-сајту
- GLOBALink - China's Y-20 heavy transport aircraft debuts at SCO "Peace Mission 2021" на веб-сајту
- Prelet kineskog transportnog aviona Y-20 iznad Beograda на веб-сајту
- China's Y-20 transport aircraft draws attention at Airpower 2022 in Austria на веб-сајту